# 산마르코 교회 (밀라노)

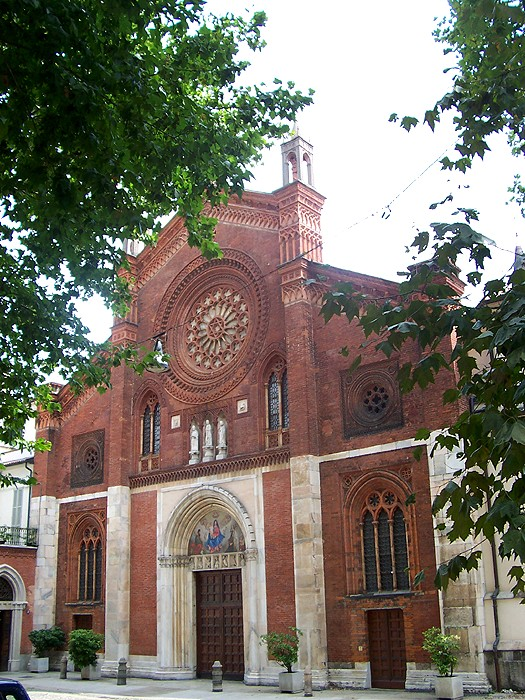
산마르코 교회

산마르코 교회(이탈리아어: Chiesa di San Marco)는 이탈리아 밀라노에 위치한 교회이다.

## 역사
구전에 따르면, 이 교회는 12세기에 프리드리히 1세 (신성 로마 제국)와 전쟁을 치르면서, 도움을 받은 뒤에 베네치아의 수호 성인인 복음사가 마르코에게 헌정되었다고 한다. 그러나 이 교회에 관한 첫 기록은 1254년 아우구스티노 수도회에서 기존 구조물을 재건축하여 신도들의 자리와 두 개의 통로를 갖춘, 고딕 양식의 대형 건축물로 증축했다는 것이다.
교회 구조는 17세기 바로크 양식으로 크게 바뀌었으며, 밀라노 대성당에 이어 밀라노에서 두 번째로 거대한 성당이 되었다.
1770년대 초에 젊은 모차르트가 이 교회 수도원에서 석 달 동안 살았으며, 1874년 5월 22일 밀라노의 시인이자 소설가인 알레산드로 만초니의 1주기에 베르디의 레퀴엠이 만초니에게 헌정되며 초연되었다.